# Skramstad

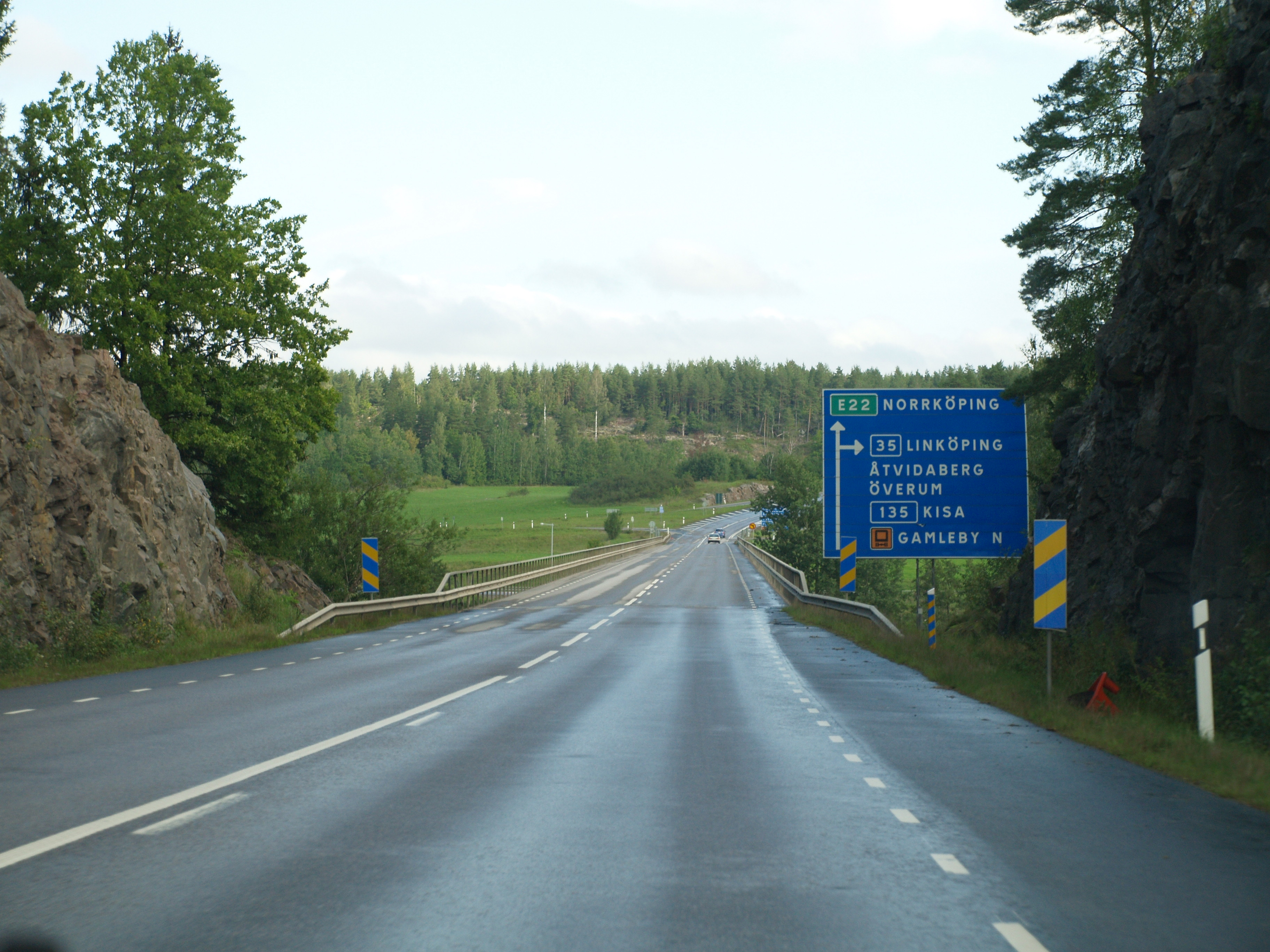
Skramstadbron

Skramstad (uttalas [skrámmstad]) är en herrgård i Gamleby socken i Västerviks kommun. Den är bebyggd med en gustaviansk herrgårdsbyggnad från 1805. Gården var tidigare  militieboställe, närmare bestämt överstelöjtnantsboställe för Kalmar regemente. Gården ligger nära Gamleby samhälle vid Skramstadbron, där E22 korsar Riksväg 35. Härifrån härstammar Bjerka-Skramstad-släkten Björkman.